# مانور بارلو
مانور بارلو (انگلیسی: Barlow maneuver) یک معاینه فیزیکی است که بر روی نوزادان برای غربالگری دیسپلازی تکاملی لگن انجام می‌شود. این معاینهٔ تشخیصی به نام جراح ارتوپد بریتانیایی دکتر توماس جفری بارلو (۲۵ سپتامبر ۱۹۱۵–۲۵ مه ۱۹۷۵)، نامگذاری شده است. در طی سالهای ۱۹۵۷–۱۹۶۲ در «بیمارستان هًپ»، سالفورد و لانکاشر مورد آزمایش بالینی قرار گرفت.
این مانور به راحتی با اداکشن مفصل ران (کشیدن ران به سمت خط وسط) در حین اعمال فشار بر روی زانو و هدایت نیرو به سمت عقب انجام می‌شود.
اگر مفصل رانی-لگن قابلیت دررفتگی از خود نشان دهد - یعنی اگر بتوان با این مانور سر استخوان را از لگن خارج کرد - مانور بارلو مثبت در نظر گرفته می‌شود. سپس از مانور ارتولانی برای تأیید یافته مثبت (یعنی اینکه لگن واقعاً دررفته است) استفاده می‌شود.
آخرین شواهد پژوهشی نشان داده که تست‌های بالینی اینچنینی برای تشخیص دیسپلازی تکاملی مفصل ران به اندازه کافی قابل اعتماد نیستند.